# حسین ساکی
حسین ساکی (زادهٔ ۲۱ اردیبهشت ۱۳۷۶) یک بازیکن فوتبال اهل ایران است که در پست دفاع چپ برای باشگاه فوتبال فجر سپاسی بازی می‌کند.